# Liste der denkmalgeschützten Objekte in Jabing
Die Liste der denkmalgeschützten Objekte in Jabing enthält die 4 denkmalgeschützten, unbeweglichen Objekte der burgenländischen Gemeinde Jabing.

## Denkmäler
| Foto |                 | Denkmal                                                                                                  | Standort                                 | Beschreibung | Metadaten |
| ---- | --------------- | --- | ---------------------------------------- | --- | --- |
| ja   | Datei hochladen | Kath. Pfarrkirche hl. Anna HERIS-ID: 12049 Objekt-ID: 8183                                               | Am Kirchenriegel Standort KG: Jabing     | Eine 1785 errichtete und 1820 erweiterte klassizistische einschiffige Kirche mit vorgelagertem Ostturm. Der neoromanische Hochaltar wurde 1856 von Johann Rath errichtet. | BDA-Hist.: Q20754104 Status: § 2a Stand der BDA-Liste: 2025-06-30 Name: Kath. Pfarrkirche hl. Anna GstNr.: 539 Kath. Pfarrkirche hl. Anna (Jabing)                                                      |
| ja   | Datei hochladen | Bauernhaus HERIS-ID: 12052 Objekt-ID: 8186                                                               | Dörfl 24 Standort KG: Jabing             | Der Hakenhof mit Laubgang über 13 Achsen wurde lt. Inschrift 1798 erbaut.                                                                                                 | BDA-Hist.: Q38120719 Status: Bescheid Stand der BDA-Liste: 2025-06-30 Name: Bauernhaus GstNr.: 53 Dörfl 24, Jabing                                                                                      |
| ja   | Datei hochladen | Bauernhaus, Szabohaus (ehemaliges Gasthaus der Kleinadeligen von Jabing) HERIS-ID: 12053 Objekt-ID: 8187 | Obere Hauptstraße 2 Standort KG: Jabing  | | BDA-Hist.: Q38120769 Status: Bescheid Stand der BDA-Liste: 2025-06-30 Name: Bauernhaus, Szabohaus (ehemaliges Gasthaus der Kleinadeligen von Jabing) GstNr.: 171 Szabohaus, Obere Hauptstraße 2, Jabing |
| ja   | Datei hochladen | Evangelisches Schul- und Bethaus HERIS-ID: 12051 Objekt-ID: 8185                                         | Obere Hauptstraße 52 Standort KG: Jabing | Errichtet in der zweiten Hälfte des 19. Jahrhunderts. | BDA-Hist.: Q38120661 Status: § 2a Stand der BDA-Liste: 2025-06-30 Name: Evangelisches Schul- und Bethaus GstNr.: 92 Evangelisches Schul- und Bethaus (Jabing)                                           |